# Gouy-en-Artois Communal Cemetery Extension
Gouy-en-Artois Communal Cemetery Extension is een Britse militaire begraafplaats met gesneuvelden uit de Eerste Wereldoorlog, gelegen in de Franse plaats Gouy-en-Artois in het departement Pas-de-Calais. De begraafplaats werd ontworpen door Charles Holden. Ze ligt aan de Rue de Bavincourt, vlak naast de gemeentelijke begraafplaats op 300 meter ten zuiden van het dorpscentrum (Église Saint-Amand). Het terrein heeft een smalle rechthoekige vorm met een oppervlakte van ongeveer 543 m² en is omgeven door een haag. De begraafplaats ligt iets hoger dan het straatniveau en is toegankelijk langs enkele traptreden. Aan de toegang staat het Cross of Sacrifice.
Er liggen 48 slachtoffers begraven die allen op een rij aan de rechterkant van het terrein liggen.

## Geschiedenis
De begraafplaats werd in april 1917 direct na de start van de Slag bij Arras aangelegd. Twee slachtoffers werden in juni en juli 1917 en nog vijf in maart 1918 bijgezet.
Er liggen 44 Britten en 4 Duitsers waaronder 1 niet geïdentificeerde.

## Onderscheiden militairen
- Charles Bulkeley Bulkeley-Johnson, brigadegeneraal bij de General Staff werd vereerd met de rang van officier in het Légion d'honneur, met de Orde van Sint-George (Rusland) en de Order of the Medjidie.
- George Robert Rayner, korporaal bij het King's Royal Rifle Corps en Herbert Moody, soldaat bij het Lincolnshire Regiment werden onderscheiden met de Military Medal (MM).